# هیدروکربن
هیدروکربن‌ها(به فرانسوی: hydrocarbure)(به انگلیسی: hydrocarbon)، به‌طور ساده در دانش شیمی، دسته‌ای از مواد آلی هستند که در ساختار مولکولی آن‌ها، فقط اتم‌های کربن و هیدروژن شرکت دارند. هیدروکربن‌ها، همانند دسته‌بندی تمام مواد آلی. و در دو گروه آلیفاتیک و آروماتیک قرار می‌گیرند. از نگاه دیگر می‌توان هیدروکربن‌ها را در دو گروه سیرنشده و یک گروه سیرشده قرار داد.

### هیدروکربن‌هایآلیفاتیک

#### آلکان‌ها(Alkane)
هیدرو کربن‌هایی هستند که فرمول کلی آنها
[CnH2n+2]است که تمام پیوندهای آن یک‌گانه است.
اولین عضو الکان‌ها متان با فرمول CH4 است.
گشتاور دوقطبی آلکان‌ها حدود صفر است.
ب دلیل ناقطبی بودن الکان‌ها مواد قطبی (ماننده اب) را در خود حل نمی‌کنند. «فقط قادر به حل مواد ناقطبی هستند»

#### آلکن‌ها(Alkene)
فرمول مولکولی :CnH2n
در ساختار مولکول خود، حداقل یک پیوند دوگانه کربن – کربن (C=C) دارند؛ یعنی سیرنشده هستند (می‌توانند با هیدروژن و عناصر گروه۱۷ جدول تناوبی واکنش دهند و سیر شوند). اولین عضو خانوادهٔ آلکن‌ها اتن یا همان اتیلن است. این ماده پایه و اساس صنایع پتروشیمیایی خوانده می‌شود؛ چرا که از طریق آن انواع مواد شیمیایی در مقیاس صنعتی تولید می‌شود. برای مثال از واکنش اتن با آب در حضور سولفوریک اسید وبا وجود شرایط مناسب اتانول تولید می‌شود. اتانول نوعی الکل دو کربنهٔ فرار است که به هر نسبتی در آب حل می‌شود. اتانول یک حلال صنعتی است که در تولید مواد آرایشی بهداشتی و دارویی استفاده می‌شود. در بیمارستان‌ها از اتانول به عنوان ماده ای ضدعفونی کننده استفاده می‌شود.
درصد جرمی کربن و هیدروژن در تمامی الکن‌ها ثابت است.
C=۸۵/۷٪
H=۱۴/۳٪

#### آلکین‌ها(Alkyne)
فرمول مولکولی=CnH2n-2
دقیقاً یک پیوند سه‌گانه کربن – کربن در ساختمان مولکولی آن‌ها وجود دارد. پس در دسته‌بندی هیدروکربن‌های سیرنشده قرار می‌گیرند. اولین عضو خانوادهٔ آلکین‌ها اتین یا. همان استیلن است از این ماده درجوش کاربیدی استفاده می‌شود به‌طوری که از طریق واکنش این ماده گرمای لازم برای جوش دادن قطعات فلزی فراهم می‌شود.

#### سیکلو آلکان‌ها(Cycloalkane)
ترکیبات سیر شده حلقوی هستند که در آن‌ها تمام کربن‌ها دارای پیوندهای یگانه هستند؛ و به صورت حلقوی به هم متصل می‌باشند. هیبریداسیون اتم‌های کربن در سیکلوآلکانها sp3 می‌باشد و تمام پیوندهای موجود در این ترکیبات از نوع سیگما است. برای مثال هیدروکربنی با شش أتم کربن و دوازده اتم هیدروژن موسوم به سیکلو هگزان است که پایدارترین سیکلو الکان می‌باشد.
نام گذاری سیکلو آلکان‌ها
[«سیکلو + تعداد کربن حلقه با لفظ یونانی + ان»]

### هیدروکربن‌هایآروماتیک
بنزن، مسیتیلن، تولوئن، زایلن و نفتالن از این خانواده هستند. ویژگی مشترک این ترکیب‌ها در داشتن حلقه بنزن یا ساختاری شبیه به آن است که با توجه به وجود پیوندهای غیرمستقر پای (∏) و ساختارهای رزونانسی، ویژگی آروماتیکی را به آن ساختار می‌دهد.

## خواص فیزیکی
اغلب هیدروکربن‌ها، مولکول‌هایی غیرقطبی هستند؛ پس عموماً در حلال‌های قطبی نظیر آب حل نمی‌شوند؛ اما در حلال‌های غیرقطبی مانند روغن (که خودش نوعی هیدروکربن است) حل می‌گردند. برای مثال گریس یک هیدرو کربن از خانوادهٔ آلکان‌ها است که با آب از روی دست پاک نمی‌شود چرا که ناقطبی است؛ از این رو برای پاک کردن آن از نفت یا بنزین که ناقطبی هستند استفاده می‌شود

## مطالبی دربارهٔ الکن‌ها
- الکن‌ها به دلیل جاذبه و پیوند دوگانه ای که دارند از آلکان‌ها و آلکین‌ها قوی تر هستند.
- نقطه جوش الکانهاها کمتر از آلکن و نقطه جوش آلکن‌ها کمتر از آلکین هاست.

### خواص شیمیایی
بین خواص شیمیایی هیدروکربن‌های آلیفاتیک و آروماتیک تفاوت‌های عمده‌ای وجود دارد. در بین آلفاتیک‌ها، رفتار شیمیایی هیدروکربن‌های سیرشده و سیرنشده هم متفاوت و مخصوص به خود است.
تمام هیدروکربن‌ها در واکنش سوختن مشترک هستند. در این واکنش، هیدروکربن به سرعت با اکسیژن وارد واکنش می‌شود و ضمن تولید مواد حاصل از سوختن (نظیر آب و اکسیدهای کربن) انرژی زیادی هم به شکل نور و گرما (ایجاد شعله) آزاد می‌کنند.